# Francis Paré
Francis Paré (ur. 30 czerwca 1987 w LeMoyne, Quebec) – kanadyjski hokeista. Reprezentant Białorusi.

## Kariera
- Coll. Charles-Lemoy. Riverains (2002-2004)
- Shawinigan Cataractes (2004-2007)
- Chicoutimi Saguenéens (2007-2008)
- Grand Rapids Griffins (2008-2013)
- TPS (2013)
- Mietałłurg Magnitogorsk (2013-2014)
- Traktor Czelabińsk (2014-2015)
- Slovan Bratysława (2015-2016)
- TPS (2016)
- KHL Medveščak Zagrzeb (2016-2017)
- Servette Genewa (2017)
- Awtomobilist Jekaterynburg (2017-2019)
- Dynama Mińsk (2019-2021)
- Awangard Omsk (2021)
- Lausanne HC (2021-2022)
- EHC Visp (2022)

Od 2004 do 2008 przez cztery lata grał w kanadyjskich rozgrywkach juniorskich QMJHL w ramach CHL. Następnie przez 5 sezonów w amerykańskiej lidze AHL. W tym czasie formalnie był związany kontraktem z klubem NHL, Detroit Red Wings, jednak nie zagrał w tej lidze. W połowie 2013 wyjechał do Europy i grał w fińskiej drużynie TPS w lidze Liiga. Od grudnia 2013 zawodnik rosyjskiego klubu Mietałłurg Magnitogorsk w lidze KHL. Pod koniec maja 2014 przedłużył kontrakt o dwa lata. Od połowy grudnia 2014 zawodnik Traktora Czelabińsk. Od połowy października 2015 zawodnik Slovana Bratysława w toku wymiany za Filipa Nováka. Od stycznia 2016 ponownie zawodnik TPS. Od czerwca 2016 zawodnik KHL Medveščak Zagrzeb. Od stycznia 2017 zawodnik Servette Genewa. Od końca marca 2017 zawodnik Awtomobilista Jekaterynburg. W maju 2019 przeszedł do Dynama Mińsk. W maju 2021 został zaangażowany przez Awangard Omsk. Na początku listopada 2021 został zwolniony stamtąd. W grudniu 2021 na zasadzie kontraktu próbnego przeszedł do Lausanne HC. W kwietniu 2022 został zaangażowany do innego szwajcarskiego zespołu, EHC Visp. Pod koniec października 2022 ogłoszono zakończenie przez niego kariery z powodu kontuzji.
W barwach seniorskiej reprezentacji Białorusi uczestniczył w turnieju mistrzostw świata edycji 2021 (Elita).

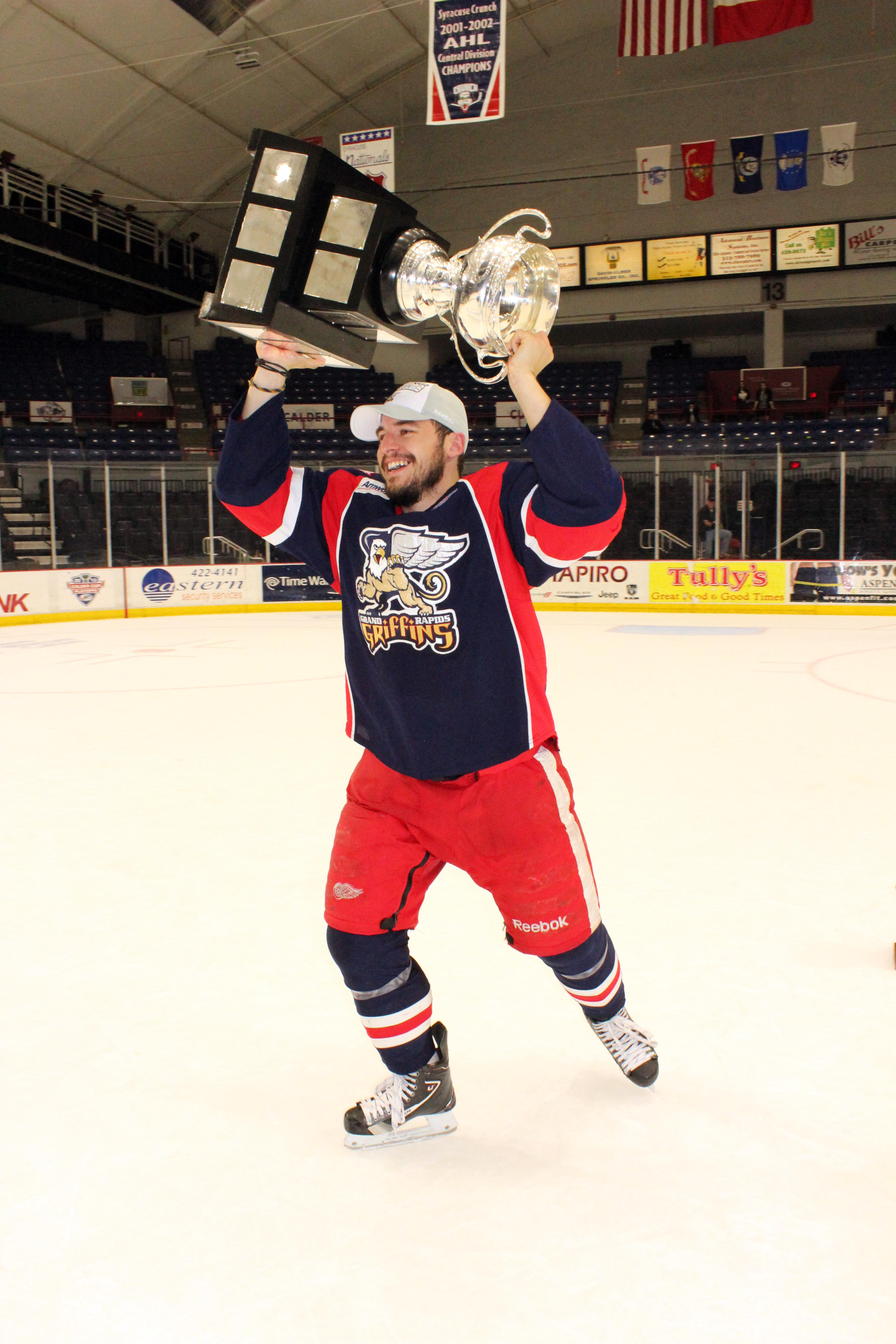
Francis Paré w barwach Grand Rapids Griffins z Pucharem Caldera (2012

## Sukcesy
Reprezentacyjne
- Brązowy medal mistrzostw świata do lat 17: 2004

Klubowe
- Mistrzostwo dywizji AHL: 2013 z Grand Rapids Griffins
- Mistrzostwo konferencji AHL: 2013 z Grand Rapids Griffins
- Norman R. „Bud” Poile Trophy: 2013 z Grand Rapids Griffins
- Puchar Caldera - mistrzostwo AHL: 2013 z Grand Rapids Griffins
- Złoty medal mistrzostw Rosji: 2014 z Mietałłurgiem Magnitogorsk
- Puchar Gagarina – mistrzostwo KHL: 2014 z Mietałłurgiem Magnitogorsk
- Puchar Spenglera: 2016 z Team Canada

Indywidualne
- QMJHL i CHL 2007/2008:
  - Pierwsze miejsce w klasyfikacji strzelców w sezonie zasadniczym QMJHL: 54 gole
  - Pierwsze miejsce w klasyfikacji +/- w sezonie zasadniczym QMJHL: +41
  - Drugie miejsce w klasyfikacji kanadyjskiej w sezonie zasadniczym QMJHL: 102 punkty
  - Pierwszy skład gwiazd QMJHL
  - Michel Brière Trophy - Najbardziej Wartościowy Zawodnik (MVP) QMJHL
  - Drugi skład gwiazd CHL
- AHL 2008/2009:
  - Najlepszy zawodnik tygodnia (21 grudnia 2008)
- AHL 2009/2010:
  - Najlepszy zawodnik tygodnia (13 grudnia 2009)